# Grand Falls Plaza
Grand Falls Plaza è un villaggio degli Stati Uniti d'America, situato nello Stato del Missouri, nella contea di Newton.